# Station Papiernia
Station Papiernia was een spoorwegstation in de Poolse plaats Suwałki. In 2010 is het station voor personenverkeer gesloten